# 普莱讷塞尔沃
普莱讷塞尔沃（法語：Pleine-Selve，法語發音：[plɛn sɛlv]）是法国上法蘭西大區埃纳省的一个市镇，属于圣康坦区。

## 地理
普莱讷塞尔沃（49°47'27"N, 3°31'38"E）面积6.05 平方千米，位于法国上法蘭西大區埃纳省，该省份为法国北部内陆省份，北起北部省，西接索姆省和瓦兹省，东临阿登省和马恩省，西南至塞纳-马恩省，东北部与比利时接壤。
与普莱讷塞尔沃接壤的市镇（或旧市镇、城区）包括：舍夫勒西堡、奥里尼-圣伯努瓦特、帕尔珀维尔、里布蒙、维莱勒塞克。

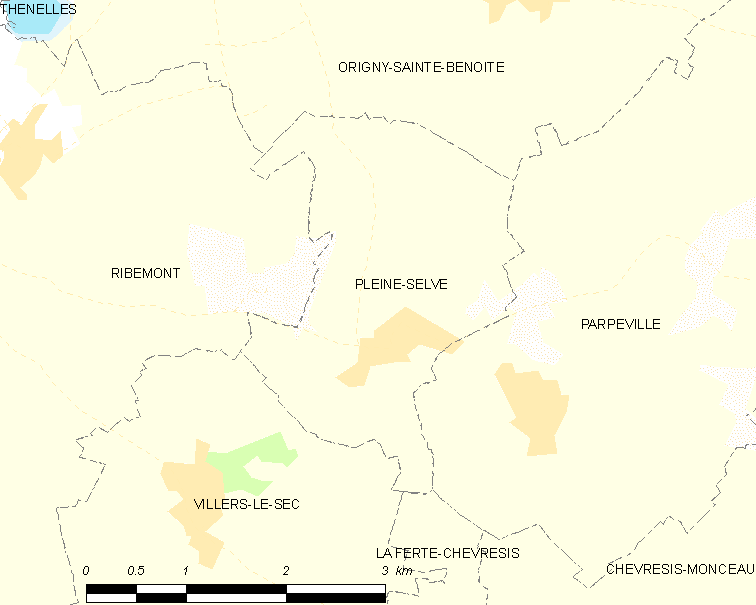
普莱讷塞尔沃的OSM定位图

普莱讷塞尔沃的时区为UTC+01:00、UTC+02:00（夏令时）。

## 行政
普莱讷塞尔沃的邮政编码为02240，INSEE市镇编码为02605。

## 政治
普莱讷塞尔沃所属的省级选区为里布蒙县。

## 人口

1962-2008年间普莱讷塞尔沃人口变化图示

普莱讷塞尔沃于2022年1月1日时的人口数量为191人。